# Marguerite and Armand
Marguerite and Armand è un balletto del 1963 coreografato da Frederick Ashton sulla sonata in si minore (S.178) di Franz Liszt. Il balletto è liberamente ispirato al romanzo La signora delle camelie di Alexandre Dumas figlio.

## Trama
La cortigiana parigina Marguerite Gautier giace sul suo letto di morte e ripensa alla sua relazione con il giovane Armand.
I due si erano conosciuti a una festa in cui Marguerite si trovava con il suo ricco protettore e dozzine di ammiratori. Armand si innamora di lei appena la vede e la donna, con sua stessa sorpresa, ricambia i sentimenti. Quando il Duca la porta via, Marguerite lancia un fiore bianco ad Armand, che lo raccoglie.
I due cominciano a vivere insieme in campagna, anche perché la tubercolosi di Marguerite si fa sempre più grave. Un giorno mentre è da sola in casa riceva la visita del padre di Armand, che le chiede di lasciare il figlio per difenderne l'onore. Marguerite, con il cuore infranto, accetta, ma prima di riuscire a lasciare la casa Armand ritorna. I due danzano un appassionato pas de deux al termine del quale Armand si addormenta e Marguerite fugge.
Tempo dopo Marguerite incontra nuovamente Armand ad un evento mondano; l'uomo, ferito e furioso, bistratta Marguerite e le getta dei soldi in faccia.
Prossima alla morte, Marguerite riceve la visita del padre di Armand, profondamente toccato dal suo sacrificio e dall'amore della donna per il figlio. Armand, scoperta la verità, arriva giusto in tempo per vedere Marguerite morire tra le sue braccia.

## Rappresentazioni
Frederick Ashton creò il balletto appositamente per Margot Fonteyn e Rudol'f Nureev. Dopo il debutto del balletto alla Royal Opera House nel marzo 1963, Fonteyn e Nureev tornarono a danzare i ruoli di Marguerite ed Armand al Covent Garden in una quarantina di rappresentazioni nei dieci anni successivi, danzando nel balletto anche in occasione del suo debutto scaligero nel 1965 e a Broadway nel 1975.
Successivamente il balletto ha attratto interpreti di eccezioni nel ruolo dei due protagonisti, che nel corso degli anni sono stati interpretati da partners di alto profilo, tra cui Marianela Núñez e Vadim Muntagirov, Alessandra Ferri e Federico Bonelli, Alina Cojocaru e Francesco Gabriele Frola, Tamara Rojo e Serhij Polunin, Sylvie Guillem e Nicolas Le Riche, Guillem e Massimo Murru, Zenaida Yanowsky e Roberto Bolle e Natal'ja Osipova e Vladimir Škljarov.